# قرار مجلس الأمن التابع للأمم المتحدة رقم 691
قرار مجلس الأمن التابع للأمم المتحدة رقم 691، المتخذ بالإجماع في 6 أيار / مايو 1991، بعد الإشارة إلى القرارات 637 (1989) و644 (1989) و675 (1990)، أيد المجلس تقرير الأمين العام وقرر تمديد ولاية فريق مراقبي الأمم المتحدة في أمريكا الوسطى لمدة ستة أشهر أخرى حتى 7 نوفمبر 1991.
وأشار القرار إلى ضرورة توخي اليقظة بشأن التكاليف المالية لفريق المراقبين، في ضوء زيادة الطلب على قوات حفظ السلام التابعة للأمم المتحدة. كما طلب من الأمين العام تقديم تقرير قبل نهاية الولاية الحالية بشأن جميع جوانب فريق المراقبين.